# 논스톱: 다마스커스 타겟
《논스톱: 다마스커스 타겟》(Be Vaghte Sham, Damascus Time)은 이란에서 제작된 에브라힘 하타미키아 이란 감독의 2018년 액션, 전쟁 영화이다. 바박 해미디안 등이 주연으로 출연하였고 모하마드 카자이 등이 제작에 참여하였다.

## 출연

### 주연
- 바박 해미디안
- 하디 헤자지파르

## 기타
- 미술: 바박 파나히